# Getaskerep
Getaskerep is een bestuurslaag in het regentschap Tegal van de provincie Midden-Java, Indonesië. Getaskerep telt 3890 inwoners (volkstelling 2010).